# Championnat de Nouvelle-Zélande de football 1988
Navigation
Saison précédente Saison suivante
La saison 1988 du Championnat de Nouvelle-Zélande de football est la 19e édition du championnat de première division en Nouvelle-Zélande. La NSL (National Soccer League) regroupe quatorze clubs du pays au sein d'une poule unique, où ils s'affrontent deux fois au cours de la saison, à domicile et à l'extérieur. À la fin de la compétition, le dernier du classement est relégué et remplacé par le meilleur club des trois ligues régionales.
C'est le club de Christchurch United AFC, tenant du titre, qui remporte à nouveau la compétition après avoir terminé en tête du classement final, avec trois points d'avance sur Mount Wellington AFC et dix sur Mount Maunganui AFC. C'est le 5e titre de champion de Nouvelle-Zélande de l'histoire du club, qui manque encore une fois le doublé en s'inclinant en finale de la Coupe de Nouvelle-Zélande face au club promu, Waikato United.

## Les clubs participants
| - Nelson United - Christchurch United AFC - Papatoetoe AFC - Manawatu United AFC - North Shore United AFC - Waikato United - Promu de D2 - Napier City Rovers AFC | - Gisborne City AFC - Mount Maunganui AFC - Mount Wellington AFC - Wellington United AFC - Manurewa AFC - Miramar Rangers - Hutt Valley United |

## Compétition

### Classement
Le barème utilisé pour établir le classement est le suivant :
- Victoire : 3 points
- Match nul : 1 point
- Défaite : 0 point

| Rang | Équipe                      | Pts | J  | G  | N | P  | Bp | Bc | Diff |
| ---- | --------------------------- | --- | -- | -- | - | -- | -- | -- | ---- |
| 1    | Christchurch United AFC (T) | 64  | 26 | 20 | 4 | 2  | 63 | 14 | +49  |
| 2    | Mount Wellington AFC        | 61  | 26 | 19 | 4 | 3  | 64 | 18 | +46  |
| 3    | Mount Maunganui AFC         | 54  | 26 | 16 | 6 | 4  | 52 | 34 | +18  |
| 4    | Napier City Rovers AFC      | 39  | 26 | 12 | 3 | 11 | 45 | 44 | +1   |
| 5    | Waikato United (C) (P)      | 38  | 26 | 11 | 5 | 10 | 39 | 30 | +9   |
| 6    | North Shore United AFC      | 37  | 26 | 11 | 4 | 11 | 43 | 41 | +2   |
| 7    | Wellington United AFC       | 35  | 26 | 10 | 5 | 11 | 57 | 52 | +5   |
| 8    | Miramar Rangers             | 35  | 26 | 10 | 5 | 11 | 47 | 44 | +3   |
| 9    | Gisborne City AFC           | 34  | 26 | 10 | 4 | 12 | 46 | 46 | 0    |
| 10   | Hutt Valley United          | 33  | 26 | 9  | 6 | 11 | 28 | 34 | -6   |
| 11   | Papatoetoe AFC              | 31  | 26 | 9  | 4 | 13 | 27 | 43 | -16  |
| 12   | Manurewa AFC                | 22  | 26 | 6  | 4 | 16 | 32 | 69 | -37  |
| 13   | Nelson United AFC           | 16  | 26 | 4  | 4 | 18 | 24 | 57 | -33  |
| 14   | Manawatu United             | 16  | 26 | 4  | 4 | 18 | 30 | 71 | -41  |

|  | Champion de Nouvelle-Zélande 1989                                                       |
|  | Relégation directe en championnat régional                                              |
|  | (T) : Tenant du titre (C) : Vainqueur de la Coupe de Nouvelle-Zélande (P) : Promu de D2 |

- Nelson United AFC est relégué en fin de saison car ils ne peuvent remplir les critères demandés par la fédération pour pouvoir participer au championnat la saison prochaine.

## Bilan de la saison
| Championnat de Nouvelle-Zélande de football 1988                             |                                    |
| Champion                                                                     | Christchurch United AFC (5e titre) |
| Coupes et trophées                                                           |                                    |
| Vainqueur de la Coupe de Nouvelle-Zélande 1988                               | Waikato United                     |
| Promotions et relégations                                                    |                                    |
| Promus en Championnat de Nouvelle-Zélande de football                        | Waitakere City FC                  |
| Promus en Championnat de Nouvelle-Zélande de football                        | Waterside Karori                   |
| Relégués en Championnat de Nouvelle-Zélande de football de deuxième division | Nelson United AFC                  |
| Relégués en Championnat de Nouvelle-Zélande de football de deuxième division | Manawatu United                    |